# Râul Rufiji
Rufiji este un râu situat în Tanzania. Își are obârșia în partea de SE a țării, fiind format prin confluența râurilor Kilombero și Luwegu. Străbate o lungime de 600 km după care se varsă printr-o deltă în Oceanul Indian. Cel mai important afluent îl reprezintă Great Ruaha. Este navigabil pe o distanță de 100 km.